# Intars Išejevs
Intars Išejevs (ur. 15 lutego 1993 w Valmierii) – łotewski lekkoatleta specjalizujący się w rzucie oszczepem.
Odpadł w eliminacjach mistrzostw świata juniorów młodszych w Bressanone (2009). W 2010 zajął piąte miejsce w kwalifikacjach kontynentalnych i dzięki temu w sierpniu wystartował w igrzyskach olimpijskich młodzieży zdobywając na tych zawodach brązowy medal. Na ósmej lokacie zakończył udział w juniorskich mistrzostwach Europy w 2011. Piąty zawodnik mistrzostw świata juniorów z Barcelony (2012).
Rekord życiowy: oszczep 700 gramowy – 74,23 (22 sierpnia 2010, Singapur); oszczep 800 gramowy – 74,83 (14 czerwca 2012, Bauska).

## Osiągnięcia
| Rok  | Impreza                                        | Miejsce          | Lokata            | Wynik |
| ---- | ---------------------------------------------- | ---------------- | ----------------- | ----- |
| 2009 | Mistrzostwa świata juniorów młodszych          | Tyrol Południowy | el. – 34. miejsce | 54,60 |
| 2010 | Kwalifikacje do igrzysk olimpijskich młodzieży | Moskwa           | 5. miejsce        | 64,58 |
| 2010 | Igrzyska olimpijskie młodzieży                 | Singapur         | 3. miejsce        | 74,23 |
| 2011 | Mistrzostwa Europy juniorów                    | Tallinn          | 8. miejsce        | 72,53 |
| 2012 | Mistrzostwa świata juniorów                    | Barcelona        | 5. miejsce        | 74,12 |
| 2013 | Młodzieżowe mistrzostwa Europy                 | Tampere          | el. – 15. miejsce | 69,48 |